# Waeremolen
De Waeremolen (ook: Molen Van Damme of Van Dammemolen) is een molenrestant in de tot de West-Vlaamse gemeente Oudenburg behorende plaats Westkerke, gelegen aan Noordstraat 1.
Deze ronde stenen molen van het type grondzeiler fungeerde als korenmolen en oliemolen.

## Geschiedenis
Eeuwenlang stond op deze plaats een standerdmolen. In de 16e eeuw werd hier al melding van gemaakt. Tijdens de godsdiensttwisten, kort na 1584, werd deze molen vernield om na 1600 herbouwd te worden.
In 1835 werd de standerdmolen vervangen door een stenen koren- en oliemolen. In 1839 werd ook melding gemaakt van een buitenrosmolen die naast de Waeremolen was gelegen.
In 1947 werd de molen van het wiekenkruis ontdaan. De molenaar werkte nog even met een motormaalderij, maar werd getroffen door een ongeval in de maalderij. Wat bleef was de molenromp, waarvan uiteindelijk ook de zolderbalken werden verwijderd.
- Inventaris van het Bouwkundig Erfgoed (Vlaanderen): 44310